# Saarbrücker Zeitung
 (juillet 2023).
Si vous disposez d'ouvrages ou d'articles de référence ou si vous connaissez des sites web de qualité traitant du thème abordé ici, merci de compléter l'article en donnant les références utiles à sa vérifiabilité et en les liant à la section « Notes et références ».
Le Saarbrücker Zeitung est un journal quotidien régional de la Presse écrite en Allemagne.

## Présentation
Il est le quotidien de la ville de Sarrebruck et de toute la Sarre. La maison d'édition est le Saarbrücker Zeitung Verlag und Druckerei GmbH qui appartient à 56 % au Rheinische Post Mediengruppe depuis 2013. 
Le Saarbrücker Zeitung dispose de sept rédactions locales en Sarre. Seul fournisseur du Land, il détient le monopole du marché de la presse quotidienne sarroise. En 2023, le journal a un tirage de 98 060 exemplaires. Le Saarbrücker Zeitung est imprimé à Sarrebruck dans la propre imprimerie de l'éditeur.

## Éditions
Toutes éditions confondues, le Saarbrücker Zeitung est lu par environ 460 000 personnes (analyse des médias 2019, avec Pfälzischer Merkur) et utilisé par 480 000 utilisateurs uniques (AGOF III / 2013) sur Internet.

### Tirage papier
Le tirage du Saarbrücker Zeitung a considérablement reculé : il a diminué en moyenne de 2,7 % par an au cours des dix dernières années et a même reculé de 3,5 % en 2018. Il est en 2023 de 98 060 exemplaires. À cette date, les abonnements représentent 88,0 % du tirage. 

### Version en ligne
À partir de 1993, le Saarbrücker Zeitung est l'un des premiers quotidiens allemands à être disponible en ligne à travers l'offre SZ-Newsline. Cette offre intègre Sol.de au portail en 2002. En 2007, un nouveau service en ligne est créé sous le nom de Saarbrücker Zeitung. Les deux offres en ligne sont destinées à des cibles différentes : Saarbruecker-Zeitung.de pour le lectorat plus âgé et intéressé par les actualités, et Sol.de avec une rédaction que le journal prétend être indépendante, pour les jeunes internautes intéressés par les divertissements, les événements et les communautés virtuelles.